# Charles Stuart William Palmer
Charles Stuart William Palmer (Ealing, 15 aprile 1930 – 17 agosto 2001) è stato un judoka e dirigente sportivo britannico.
Palmer fu istruttore di jūdō, Presidente del Budokwai, Presidente dell'Associazione Britannica Judo (1961-1985), Presidente della Federazione Internazionale di Judo (1965-1979) e presidente dell'Associazione Olimpica Britannica (1983-1988). Palmer come judoka raggiunse il più alto grado di cintura nera 10º dan.
Charles Palmer si interessò al judo a 14 anni alla Drayton Manor County School. Aderì all'Ealing Judo Club dichiarando l'età di 16 anni. Nel 1948, sotto l'insegnamento di Gunji Koizumi e Trevor Leggett del Budokwai, raggiunse la cintura nera primo dan.
A diciotto anni prestò il servizio militare nella "Reale Polizia Militare" insegnando judo. Nel frattempo ottenne licenze per combattere in tornei internazionali e raggiunse il secondo dan.
Nel 1951 Palmer si recò in Giappone per migliorare i suoi studi. Vi riuscì lavorando intanto come guardia di sicurezza all'ambasciata britannica di Tokyo e fu uno studente speciale (kenshusei) al Kōdōkan Judo Institute dove gli fu attribuito il 3º Dan nel 1953 e il 4º Dan nel 1955.
Al ritorno in patria, Charles Palmer entrò nella nazionale britannica e partecipò al Campionato europeo di judo 1957. Fece lo stesso anche nel 1958 e nel 1959 e in questi casi fu anche capitano. In tutte e tre le edizioni la Gran Bretagna vinse la manifestazione.
Al suo ritiro si dedicò alla carriera di dirigente. Nel 1961 divenne presidente dell'Associazione Britannica Judo di cui rimase a capo 24 anni. Al congresso del 1965 della Federazione Internazionale di Judo, tenutosi a Rio de Janeiro, Charles Palmer ne fu eletto presidente succedendo a Risei Kanō.
Convinse il Comitato Olimpico Internazionale a dare regolarmente spazio al judo nel programma olimpico a partire da Monaco 1972. Nel 1973 fu insignito dell'Ordine dell'Impero Britannico. Nel 1975 fu membro fondatore dell'Assemblea Generale delle Federazioni Sportive Internazionali e ne fu presidente per dodici anni.
Nel 1983 Charles Palmer fu eletto presidente dell'Associazione Olimpica Britannica, a capo della quale si trovò ad affrontare numerosi problemi politici, a cominciare da quello del boicottaggio occidentale alle Olimpiadi di Mosca 1980.